# بحيرة باتور
بحيرة باتور (بالإندونيسية:Danau Batur) هي بحيرة فوهية تقع في منطقة كينتاماني شمال شرق جزيرة بالي في إندونيسيا، وتُعد بحيرة باتور أكبر بحيرة في بالي، تشكّلت البحيرة داخل كالديرا بركانية ناتجة عن انفجار ضخم لبركان باتور القديم، ويُحيط بها جبل باتور، أحد البراكين النشطة في البلاد.

## نبذه
تبلغ مساحتها حوالي 16 كيلومترًا مربعًا، ويصل عمقها في بعض المناطق إلى نحو 65 مترًا، مياهها عذبة، وتُستخدم لأغراض الزراعة وصيد الأسماك، كما تُعد مصدرًا مهمًا للمياه في المنطقة.
المنطقة المحيطة بالبحيرة تُعرف بجمالها الطبيعي والمناخ المعتدل، وتُعد وجهة سياحية شهيرة، خصوصًا للرحلات الجبلية وزيارة القرى التقليدية مثل قرية ترويان، كما توفر البحيرة مشاهد بانورامية جذابة خصوصًا من مرتفعات كينتاماني.
تُعتبر بحيرة باتور أيضًا جزءًا من النظام الجيولوجي لبركان باتور، وقد شهدت المنطقة المحيطة بها عدة ثورانات تاريخية ساهمت في تشكيل تضاريسها الحالية.